# Padma Shri (1954–1959)
La Padma Shri est la quatrième décoration civile en importance de l'Inde. Les récipiendaires des années 1954-1959 sont :
| Année | Nom                                           | Domaine                  | État               | Pays      |
| ----- | --------------------------------------------- | ------------------------ | ------------------ | --------- |
| 1954  | Dr. Bir Bhan Bhatia                           | Médecine                 | Delhi              | Inde      |
| 1954  | Dr. K.R. Chakraborty                          | Sciences et génie        | Bengale-Occidental | Inde      |
| 1954  | Dr. Mathura Das                               | Médecine                 | Assam              | Inde      |
| 1954  | Amalprava Das                                 | Affaires publiques       | Assam              | Inde      |
| 1954  | Lt. Genl. S.P. Patil Thorat                   | Fonction publique        | Maharashtra        | Inde      |
| 1954  | Akhil Chandra Mitra                           | Sciences et génie        | Uttar Pradesh      | Inde      |
| 1954  | Apasaheb Balasaheb Pant                       | Fonction publique        | Maharashtra        | Inde      |
| 1954  | Machani Somappa                               | Affaires publiques       | Andhra Pradesh     | Inde      |
| 1954  | Ramji Vasant Khanolkar                        | Médecine                 | Maharashtra        | Inde      |
| 1954  | Shankar Pillai                                | Littérature et éducation | Delhi              | Inde      |
| 1954  | Surinder Kumar Dey                            | Fonction publique        | Bengale-Occidental | Inde      |
| 1954  | Tarlok Singh                                  | Fonction publique        | Punjab             | Inde      |
| 1954  | Achamma Mathai                                | Affaires publiques       | Maharashtra        | Inde      |
| 1954  | Asha Devi Aryanayakam                         | Affaires publiques       | Maharashtra        | Inde      |
| 1954  | Bhag Mehta                                    | Fonction publique        | Gujarat            | Inde      |
| 1954  | Captain Perin                                 | Affaires publiques       | Maharashtra        | Inde      |
| 1954  | Mirnamayee Ray                                | Affaires publiques       | Andhra Pradesh     | Inde      |
| 1955  | Dr. Manesh Prasad Mehray                      | Médecine                 | Uttar Pradesh      | Inde      |
| 1955  | Dr. Prakash Verghese Benjamin                 | Médecine                 | Kerala             | Inde      |
| 1955  | Dr. Sidda Nath Kaul                           | Médecine                 | Delhi              | Inde      |
| 1955  | Omkarnath Thakur                              | Arts                     | Gujarat            | Inde      |
| 1955  | Digamber Vasudev Joglekar                     | Fonction publique        | Maharashtra        | Inde      |
| 1955  | Habibur Rahman                                | Sciences et génie        | Delhi              | Inde      |
| 1955  | Humayun Mirza                                 | Fonction publique        | Karnataka          | Inde      |
| 1955  | Kewal Singh Choudhary                         | Fonction publique        | Punjab             | Inde      |
| 1955  | Krishna Kanta Handique                        | Littérature et éducation | Assam              | Inde      |
| 1955  | Laxmi Narayan Sahu                            | Littérature et éducation | Orissa             | Inde      |
| 1955  | Manak Jehangir Bhickaji Maneckji              | Fonction publique        | Maharashtra        | Inde      |
| 1955  | Mary Clubwala Jadhaw                          | Travail social           | Tamil Nadu         | Inde      |
| 1955  | Rattan Shastri                                | Littérature et éducation | Rajasthan          | Inde      |
| 1955  | Zarina Currimbhoy                             | Travail social           | Maharashtra        | Inde      |
| 1956  | Dr. Chaintaman Govind Pandit                  | Médecine                 | Gujarat            | Inde      |
| 1956  | Dr. Isac Santra                               | Médecine                 | Bengale-Occidental | Inde      |
| 1956  | Dr. M.C. Modi                                 | Médecine                 | Karnataka          | Inde      |
| 1956  | Dr. Mohan Lal                                 | Médecine                 | Uttar Pradesh      | Inde      |
| 1956  | Dr. Sohan Singh                               | Médecine                 | Punjab             | Inde      |
| 1956  | Dr. Surya Kumar Bhuyan                        | Littérature et éducation | Rajasthan          | Inde      |
| 1956  | Satish Chandra Majumdar                       | Sciences et génie        | Bengale-Occidental | Inde      |
| 1956  | Sthanam Narasimha Rao                         | Arts                     | Andhra Pradesh     | Inde      |
| 1956  | Sukhdav Pande                                 | Littérature et éducation | Uttarakhand        | Inde      |
| 1957  | Dr. Khushdeva Singh                           | Médecine                 | Punjab             | Inde      |
| 1957  | Dr. Krishnaswami Ramiah                       | Sciences et génie        | Andhra Pradesh     | Inde      |
| 1957  | Dr. Shiyali Ramamrita Ranganathan             | Bibliothèques            | Karnataka          | Inde      |
| 1957  | Major Gurbaksh Singh                          | Fonction publique        | Tamil Nadu         | Inde      |
| 1957  | Major Ralengnao Khathing                      | Affaires publiques       | Manipur            | Inde      |
| 1957  | Atmaram Ramchand Chellani                     | Fonction publique        | Andhra Pradesh     | Inde      |
| 1957  | Balbir Singh                                  | Sports                   | Chandigarh         | Inde      |
| 1957  | Dwaram Venkataswamy Naidu                     | Arts                     | Andhra Pradesh     | Inde      |
| 1957  | Jaswantrai Jayantilal Anjaria                 | Fonction publique        | Maharashtra        | Inde      |
| 1957  | Laxman Mahadeo Chitale                        | Sciences et génie        | Maharashtra        | Inde      |
| 1957  | Narayan Swami Dharmarajan                     | Fonction publique        | Tamil Nadu         | Inde      |
| 1957  | Ram Prakash Gehlote                           | Sciences et génie        | Delhi              | Inde      |
| 1957  | Samarendranath Sen                            | Fonction publique        | Bengale-Occidental | Inde      |
| 1957  | Sudhir Rajan Khastigir                        | Arts                     | Uttar Pradesh      | Inde      |
| 1957  | Thackkadu Natesasastrigal Jagadisan           | Travail social           | Tamil Nadu         | Inde      |
| 1957  | Nalini Bala Devi                              | Littérature et éducation | Assam              | Inde      |
| 1958  | Brig. Ram Singh                               | Fonction publique        | Punjab             | Inde      |
| 1958  | Dr. Argula Nagaraja Rao                       | Commerce et industrie    | Andhra Pradesh     | Inde      |
| 1958  | Dr. Bal Raj Nijhawan                          | Sciences et génie        |                    | Australie |
| 1958  | Dr. Benjamin Peary Pal                        | Sciences et génie        | Delhi              | Inde      |
| 1958  | Dr. Navalpakkam Parthasarthy                  | Sciences et génie        |                    | Thaïlande |
| 1958  | Nargis                                        | Arts                     | Maharashtra        | Inde      |
| 1958  | Kunwar Digvijai Singh                         | Sports                   | Uttar Pradesh      | Inde      |
| 1958  | Balwant Sing Puri                             | Travail social           | Punjab             | Inde      |
| 1958  | Debaki Kumar Bose                             | Arts                     | Bengale-Occidental | Inde      |
| 1958  | Lakshminarayana Pulram Ananthakrishnan Ramdas | Sciences et génie        | Delhi              | Inde      |
| 1958  | Magan Lal Tribhuvandas Vyas                   | Littérature et éducation | Gujarat            | Inde      |
| 1958  | Moturi Satyanarayana                          | Affaires publiques       | Tamil Nadu         | Inde      |
| 1958  | Punamalai Ekambaramanthan                     | Travail social           | Tamil Nadu         | Inde      |
| 1958  | Ram Chandra Varma                             | Littérature et éducation | Uttar Pradesh      | Inde      |
| 1958  | Satyajit Ray                                  | Arts                     | Bengale-Occidental | Inde      |
| 1958  | Shamboo Maharaj                               | Arts                     | Uttar Pradesh      | Inde      |
| 1958  | Devika Rani Roerich                           | Arts                     | Karnataka          | Inde      |
| 1958  | Fatima Ismail                                 | Travail social           | Maharashtra        | Inde      |
| 1958  | Sœur R.S Subbalakshmi                         | Travail social           | Tamil Nadu         | Inde      |
| 1959  | Dr. Mary Ratnamma Issac                       | Travail social           | Karnataka          | Inde      |
| 1959  | Dr. Atma Ram                                  | Commerce et industrie    | Bengale-Occidental | Inde      |
| 1959  | Dr. Badri Nath Uppal                          | Sciences et génie        | Chandigarh         | Inde      |
| 1959  | Dr. Shivaji Ganesh Patwardhan                 | Médecine                 | Maharashtra        | Inde      |
| 1959  | Shaila Bala Das                               | Travail social           | Orissa             | Inde      |
| 1959  | Balwant Singh Nag                             | Fonction publique        | Punjab             | Inde      |
| 1959  | Ganesh Gobind Karkhanis                       | Travail social           | Karnataka          | Inde      |
| 1959  | Homi Nusserwanji Sethna                       | Sciences et génie        | Maharashtra        | Inde      |
| 1959  | Komaravolu Chandrasekharan                    | Littérature et éducation | Tamil Nadu         | Inde      |
| 1959  | Lakshman Singh Jangpangi                      | Travail social           | Orissa             | Inde      |
| 1959  | Manchar Balvant Diwan                         | Travail social           | Maharashtra        | Inde      |
| 1959  | Mathew Kandathil Mathulla                     | Fonction publique        | Karnataka          | Inde      |
| 1959  | Mihir Kumar Sen                               | Sports                   | Bengale-Occidental | Inde      |
| 1959  | Milkha Singh                                  | Sports                   | Chandigarh         | Inde      |
| 1959  | Om Prakash Mathur                             | Sciences et génie        | Bengale-Occidental | Inde      |
| 1959  | Onkar Srinivasa Murthy                        | Fonction publique        | Tamil Nadu         | Inde      |
| 1959  | Parameswaran Kuttapp Panikkar                 | Fonction publique        | Kerala             | Inde      |
| 1959  | Parixitalal Lallu Bhai Majumdar               | Travail social           | Gujarat            | Inde      |
| 1959  | Pratapri Girdhari Lal Mehta                   | Affaires publiques       | Maharashtra        | Inde      |
| 1959  | Surendra Nath Kar                             | Sciences et génie        | Bengale-Occidental | Inde      |